# Ramsau am Dachstein
Ramsau am Dachstein is een gemeente in de Oostenrijkse deelstaat Stiermarken, en maakt deel uit van het district Gröbming.
Ramsau am Dachstein telt 2738 inwoners. Naast het dorp ligt de kabelbaan die het plateau met de top van de Dachstein verbindt. Deze kabelbaan staat, samen met het boven op de berg gelegen ijspaleis, op de werelderfgoedlijst van de UNESCO
Aich · Gröbming · Haus · Michaelerberg-Pruggern · Mitterberg-Sankt Martin  · Öblarn · Ramsau am Dachstein · Schladming · Sölk
- Gemeinsame Normdatei: 4518851-8
- Library of Congress Control Number: n82249120
- Nationale Bibliotheek van Tsjechië: ge936661
- Nationale Bibliotheek van Israël: 987007559854605171
- Virtual International Authority File: 126700667
- WorldCat: E39PBJtgXg4XvJHyKC6j9FMkjC